# Heidi Behrens
Heidi Behrens (* 1946 in Lübeck) ist eine deutsche Erwachsenenbildnerin und Fachautorin.

## Leben
Behrens arbeitete nach einer kaufmännischen Ausbildung zunächst mehrere Jahre als Sekretärin. Dann holte sie das Abitur nach und studierte an der Freien Universität Berlin und an der J. W. Goethe-Universität Frankfurt Pädagogik mit dem Schwerpunkt „Erwachsenenbildung“ und dem Abschluss der Diplompädagogin (1979). Nach dem Studium war sie an den Universitäten Frankfurt/Main und Essen (dort in der wissenschaftlichen Weiterbildung) tätig und arbeitete von 1983 bis 1985 in der städtischen Gedenkstätte Alte Synagoge Essen, danach in freier Mitarbeit und Forschung. Von 1992 bis 2008 war sie pädagogisch-wissenschaftliche Mitarbeiterin des Bildungswerks der Humanistischen Union und ist seitdem erneut freiberuflich tätig.

## Wirken
Themenschwerpunkte ihrer Arbeit sind das biografische Lernen, politische Bildung zu zeitgeschichtlichen Themen, Erfahrungsgeschichte und die Bildungsgeschichte. Sie wurde 1994 von der Universität Essen mit einer Arbeit über Bildungsaufstiege im sozialdemokratischen Milieu zur Dr. phil. promoviert.
Zu Fragen der Didaktik in der Weiterbildung, zur Geschichte der Erwachsenenbildung und der Arbeiterkultur sowie zum Umgang mit Nationalsozialismus und anderen Phasen der Zeitgeschichte veröffentlichte Behrens zahlreiche Bücher und Aufsätze. Von 2004 bis 2010 war sie Redaktionsmitglied der „DIE-Zeitschrift für Erwachsenenbildung“. An der Vorbereitung einer neuen Ausstellungskonzeption für die Gedenkhalle Oberhausen beteiligte sie sich in den Jahren 2005–2006 als Beraterin und war Lehrbeauftragte an der Universität Dortmund.
In der wissenschaftlich-pädagogischen Arbeitsstelle des Bildungswerks betreute Behrens eine Vielzahl von Expertisen sowie Modell- und Forschungsprojekten, u. a. zur Gedenkstättenpädagogik, zur biografischen Arbeit und zur Auseinandersetzung mit der DDR-Geschichte. 2011/2012 war sie Mitglied im Beirat des Praxisforschungsprojekts „Arbeit mit Zeitzeugen zur DDR-Geschichte in der außerschulischen Bildung“.

## Veröffentlichungen (Auswahl)
- Johannes  Weinberg: Das Zentrum sind für mich die Lehr-Lern-Prozesse. Hrsg. von Heidi Behrens, Paul Ciupke, Norbert Reichling, Ulm 2025, ISBN 978-3-86281-191-5.
- „Das Private ist politisch“. Biographiearbeit und politische Bildung. In: Dieter Nittel, Heide von Felden und Meron Mendel (Hrsg.): Handbuch Erziehungswissenschaftliche Biographieforschung und Biographiearbeit. Weinheim und Basel 2023, S. 1123–1130 (mit Norbert Reichling), ISBN 978-3-7799-6107-9
- Deutsch-deutsche Dialoge nach 1990. Hans Tietgens kommentiert das Projekt „Geteilte Erfahrungen“. In: Paul Ciupke und Norbert Reichling (Hrsg.): Versachlichen – Deuten – Gegensteuern. Hans Tietgens und die politische Erwachsenenbildung. Bielefeld 2022, S. 199–213, ISBN 978-3-7639-6250-1
- „Jeder sollte einmal ein ehemaliges Konzentrationslager besucht haben“? Gedenkstättenfahrten zwischen Ritual und Neuorientierung, in: Monika Marose und Katja Schütze (Hrsg.): Unter dem dünnen Firnis der Zivilisation. Erinnerungskulturen im Religionsunterricht an berufsbildenden Schulen und in der außerschulischen Bildung. Münster 2021, S. 47–88 (mit Anke Hoffstadt), ISBN 978-3-8309-4311-2
  - gekürzte und aktualisierte Fassung in: GedenkstättenRundbrief Nr. 204 12/2021, S. 10–18, online
- Jenseits der Klischees. David Zytnicki und die Essener ‚Ostjuden‘-Ausweisung, in: Kalonymos. Beiträge zur deutsch-jüdischen Geschichte aus dem Salomon Ludwig Steinheim-Institut an der Universität Duisburg-Essen, 21 (2018), 4, S. 1–5.(mit Norbert Reichling) online
- „Ich war ein seltener Fall“. Die deutsch-jüdisch-polnische Geschichte der Leni Zytnicka. Essen 2018 (mit Norbert Reichling), ISBN 978-3-8375-1986-0
- „… und im Nachhinein ist man überrascht, wie viele Leute sich das auf die Fahnen schreiben und sagen, ich habe es gemacht.“ Akteursperspektiven auf die Etablierung und Arbeit von Gedenkstätten in Nordrhein-Westfalen, in: GedenkstättenRundbrief Nr. 171 (2013) (mit Paul Ciupke und Norbert Reichling).
- Lernfeld DDR-Geschichte. Ein Handbuch für die politische Jugend- und Erwachsenenbildung. Schwalbach/Ts. 2009 (Hrsg. mit Paul Ciupke und Norbert Reichling), ISBN 978-3-89974456-9 – Inhaltsverzeichnis
- Politische Bildung in der Einwanderungsgesellschaft. Schwalbach/Ts. 2006 (Hrsg. mit Jan Motte), ISBN 3-89974205-2
- Deutsche Teilung, Repression und Alltagsleben. Erinnerungsorte der DDR-Geschichte ; Konzepte und Angebote zum historisch-politischen Lernen. Leipzig 2004 (Hrsg. mit Andreas Wagner), ISBN 3-931801-31-4
- Neue Lernarrangements in Kultureinrichtungen, Essen 2002 (mit Paul Ciupke und Norbert Reichling).
- Bilden und Gedenken. Erwachsenenbildung in Gedenkstätten und an Gedächtnisorten (Hrsg.), Essen 1998, ISBN 3-88474-731-2
- Biographische Kommunikation. Lebensgeschichten im Repertoire der Erwachsenenbildung, Neuwied 1997 (mit Norbert Reichling), ISBN 3-472-02897-1
- Abschiede vom Proletariat? Lebenslagen und Bildungsgeschichten ehemaliger Mitglieder der Essener SAJ, Bonn 1996, ISBN 3-8012-4067-3
- Biographisches Lernen. Erfahrungen und Reflexionen. Soest 1990 (mit Hermann Buschmeyer).
- Geteilte Erfahrungen. Ein deutsch-deutsches Dialogprojekt zur Geschichte nach 1945. Münster 1994 (mit Anka Schaefer), ISBN 3-929440-43-1
- Rote Jugend im schwarzen Revier. Bilder aus der Geschichte der Essener Arbeiterjugendbewegung (Hrsg.). Essen 1989, ISBN 3-88474-130-6
- Freie Schulen – eine vergessene Bildungsalternative. Essen 1986 (mit Frank Bajohr und Ernst Schmidt), ISBN 3-88474-111-X
- Bildungsarbeit mit älteren Erwachsenen. Eine themenorientierte Dokumentation (unter Mitarb. von Monika Völker). Frankfurt/M. 1984.
- Zwischen Alternative und Protest. Zu Sport- und Jugendbewegungen in Essen 1900–1933. Essen 1983 (mit Angela Genger und Ernst Schmidt).